# Хайнрихсвиль-Винисторф
Хайнрихсвиль-Винисторф (нем. Heinrichswil-Winistorf) — бывшая коммуна в Швейцарии, в кантоне Золотурн.
Входила в состав округа Вассерамт. Население составляло 556 человек (на 31 декабря 2007 года). Официальный код — 2521.
Коммуна Хайнрихсвиль-Винисторф была образована 1 января 1993 года при объединении коммун Хайнрихсвиль и Винисторф. 1 января 2013 года она была объединена с коммуной Херзивиль в новую коммуну Драй-Хёфе.